# ひなちゃんシリーズ
ひなちゃんシリーズは、ジー・モードが開発・発売したコンピュータゲームシリーズ。主に漢字や英語などの教養を題材としているが、それ以外のジャンルの作品もシリーズに含まれている。作品内では、女の子の「ひなちゃん」と犬の「ゴム犬」が登場する。

## 日本一周漢字の旅
『日本一周漢字の旅』は、iアプリ、S!アプリ、EZアプリ向けにそれぞれ2008年2月12日、3月12日、6月5日に発売された。また、mixi向けのコンテンツ「ピコピコmixi」にて2008年8月5日から9月30日までの期間に無料配信された。
日本各地を巡りながら漢字に関する4択の問題を解いていくという趣向で、各都道府県にちなんだ問題も多数収録されている。

## いれかえIQクロスワード
『いれかえIQクロスワード』は、iアプリ、S!アプリ、EZアプリ向けにそれぞれ2008年4月28日、6月18日、11月6日に発売された。また、新規要素を加えた続編『いれかえIQクロスワード DX』がiアプリ, EZアプリ, S!アプリ向けにそれぞれ2009年7月27日、8月20日、9月1日に発売され、ジー・モードが携帯電話アプリゲームを移植展開するプロジェクト「G-MODEアーカイブス」の第31弾ソフトとしてNintendo Switch版が2021年2月25日に発売された。
クロスワードパズルを解く内容だが、本作では枠内に文字が予め入っており、この文字を入れ替えていくことで言葉を完成させる。完成ごとに点数が加算され、一度に複数の言葉を完成させたり連続で完成させたりすることで高得点となる。ゲームモードは、世界各地を巡って制限時間内にステージをクリアする「ワールドモード」、プレイヤーのIQを判定する「IQ判定モード」、制限時間なしでプレイできる「フリーモード」の3種類がある。
『DX』では、問題数の増量、全国ランキング機能の追加、キャラクターボイスの追加が行われている。

## 日本一周雑学の旅
『日本一周雑学の旅』は、iアプリ、S!アプリ、EZアプリ向けにそれぞれ2008年10月14日、12月17日、2009年3月19日に発売された。また、「ピコピコmixi」にて2008年11月4日より特別版が無料配信された。
雑学を題材としており、日本各地を巡り4択問題を解いていき各地の名産品を集める「全国モード」と制限時間60秒内で何問解けるかに挑戦する「日帰りモード」の2種類のゲームモードがある。全国モードでは実時間の1日が経過するごとに季節が移り変わる。mixi版では、オリジナルの雑学テーマ「ペットの気持ち」「マナーをマナぼう」などが扱われている。

## アメリカ横断英語の旅
『アメリカ横断英語の旅』は、iアプリ、S!アプリ、EZアプリ向けにそれぞれ2009年11月24日、12月16日、2010年3月18日に発売された。
英語学習をテーマとしており、アメリカ合衆国の各都市で出題される問題に解答していく「トラベルモード」と60秒間で何問解けるかに挑戦する「日帰りランキングモード」の2種類のゲームモードがある。また、英語音声を用いた英会話に関する3択問題が突発的に出題される「ハプニング」モードもある。

## 熱冬!ペギリンピック
『熱冬!ペギリンピック』は、S!アプリ、iアプリ向けにそれぞれ2010年1月13日、1月18日に発売された。
ペンギンたちによるウィンタースポーツの競技（ミニゲーム）が8種類収録されている。1つの競技を行う「通常競技」と3種類混合で競技を行う「MIX」で一定以上の成績を収めることにより、最高峰の競技会「ペギリンピック」に出場できる。ゲーム内では、キャスターやスターターとしてひなちゃんが随所に登場する。

## プッチンパズル
『プッチンパズル』は、iアプリ、S!アプリ、EZアプリ向けにそれぞれ2010年4月26日、6月16日、8月26日に発売され、「G-MODEアーカイブス」の第8弾としてNintendo Switch版が2020年7月16日に発売された。
お絵かきロジックを行う内容で、プレイ中の盤面のマスは気泡緩衝材として描写されており、正解のマスを押して弾けさせ内部に隠れている生物「プッチン」を見つけ出すという趣向になっている。

### システム
一般的なお絵かきロジックソフトではヒントの数字が画面上に全て表示されているが、本作ではカーソル代わりとなるゴム犬がいるマスを含む縦1列と横1列の数字のみが表示される。マスの中には赤・黄・青の3色いずれかのプッチンが隠れており、時々顔をのぞかせることもある。正解マスを開けるとプッチンがゴム犬に同行し点数が加算されるが、短時間で正解マスを次々に開けていくことでコンボ状態となり獲得点数が上昇していく。一方、不正解のマスを開けるとトゲの生えたキャラクター「トゲッチ」が現れてダメージを受け、一緒にいるプッチンが逃げていく。この時、難易度レベルが3以上の問題では画面右上に表示されているライフの数字が減り、0になるとゲームオーバーとなる。
プッチンが集まると以下の魔法を使用できる。使用魔法の種類は条件に該当するものが自動的に選ばれ、該当しない場合は発動せずに終わる。魔法は任意のタイミングで発動できるが、同行するプッチンの最大数である9匹が集まると自動的に発動する（任意のタイミングに変更することも可能）。
- プッチンファイヤー - ゴム犬の周囲のマスを確定させる。赤プッチンが多い時に発動し、数に比例して効果範囲が広がる。
- プッチンサンダー - プッチンがいるマスをランダムで数か所確定させる。黄プッチンが多い時に発動し、数に比例して確定マス数が増える。
- プッチンウェーブ - ゴム犬がいるマスの左右両側の数マスを確定させる。青プッチンが多い時に発動し、数に比例して効果範囲が広がる。
- ハイパーゴム犬 - ゴム犬が一定マス分を歩く間に通過マスが自動的に確定する。この状態の時は不正解マスを踏んでもダメージを受けない。3色のプッチンがそれぞれ同数の時に発動。
- ライフ回復 - ライフが2つ分回復する。プッチンが6匹以上かつ2色のプッチンが同数の時に発動。

### ゲームモード
プッチンワールドモード
世界各地を巡りながら問題を解いていくモード。世界地図が複数のブロックで分けられ、ブロック内に複数の問題が含まれている。1つのブロックの問題を1問クリアすると隣接ブロックがプレイ可能となる。スタート地点は日本で、最終地点のオセアニアは他の全てのブロックのクリア後に開放される。
ランキングモード
オンラインランキングでスコアを競うモード。難易度が6段階あり、ライフ数、盤面の大きさ、クリアノルマの問題数がそれぞれ異なる。

### 備考
ゲーム会社のハムスターがPlayStation Mobile向けに展開していたゲームシリーズ「アプリアーカイブス」の一つとして発売された『アプリアーカイブス ジー・モード バーガータイム』には本作が収録されている。

## 漢字の旅 ほしぞら検定ツアー
『漢字の旅 ほしぞら検定ツアー』は、iアプリ、S!アプリ、EZアプリ向けにそれぞれ2010年5月24日、7月1日、11月18日に発売された。
旺文社が監修した漢字に関する4択問題を収録している。48の星座を巡る「星空旅行」モード、問題の練習を行う「トレーニング」モード、ゲームオーバーになるまでの得点を競う「∞チャレンジ」の3つのゲームモードがある。ステージクリア時に手に入るお金を用いて宇宙船をカスタマイズし、星空旅行モードで問題数を減らしたりライフ増やしたりなどすることができる。

## ことわざセレブ
『ことわざセレブ』は、iアプリ、S!アプリ、EZアプリ向けにそれぞれ2010年11月1日、2011年4月1日、5月12日に発売された。
旺文社が監修したことわざや慣用句の4択問題を収録している。50の街の人々と対戦する「セレブリティバトル」、連続で対戦しライフがなくなった時点での結果を競う「ランキングバトル」の2つのゲームモードがある。「ひなちゃんの部屋」モードでは、セレブリティバトルで勝利した際に手に入る衣装を用いてひなちゃんの着せ替えができる。

## ゴム犬のたまご
『ゴム犬のたまご』は、iアプリ、S!アプリ、EZアプリ向けにそれぞれ2011年6月20日、9月1日、2012年2月23日に発売された。
「ごむきゃら」という生物を育てる育成シミュレーションゲームで、成長させると、ゴム犬を含む150種類以上のキャラクターに進化する。最大9匹まで同時に飼育できる。世話をする際にたまる「ハッピーポイント」で他のプレイヤーとランキングで競い合う要素もある。